# Милош Зечевић
Милош Зечевић (село Брњица у Гружи, 1838 — Београд, 1896) био је српски професор историје, књижевник и просветни добротвор.

## Образовање и стваралаштво
Родитељи су му били Илинка и Драгојло, али како му је отац рано преминуо бригу о сину преузела је Илинка.
Милош је основну школу завршио у оближњем селу Забојници, у манастиру Драчи и у Крагујевцу, где је завршио и ниже разреде Гимназије, после чега је у Београду завршио Гимназију и правни факултет у Лицеју 1861. године. Милош је такође слушао и историјске и филолошке науке, а сам је говорио да га је предавање Ђуре Даничића инспирисало на превођење Шекспира.
По завршетку школовања постаје заменик редовног професора у крагујевачкој Гимназији, где ће после две године постати и професор. Овде је провео четири године после чега ће бити премештен у Београд где ће прво радити као професор у Гимназији, а потом као професор Новог века опште историје у Великој школи. Доста пажње је посвећивао периоду Првог српског устанка, али се бавио и светском историјом.
Његов књижевни рад је такође плодоносан те нам је оставио два значајна превода из области поезије, Шекспировог Јулија Цезара Флоријановог Виљема Тела. Прво дело је превео са немачког превода, а друго са француског оригинала. Осим још неких превода и реферата, Милош зечевић нам је оставио Грађански земљопис свега света за средње школе, који је штампао 1871. године, а израдио је и штампао велику Историју света. Пред смрт настојао је да припреми ново издање тог дела, где би стари и средњи век дошли као увод историји новог века, којој би чинила највећи део. Пре сти упео је да заврши прва два дела. Такође, написао је још и Како се пише историја за школе.
Од 1878. Зечевић је био и члан Српског Ученог Друштва.
По његовој последњој жељи, Милош је оставио четрдесет хиљада динара за образовање фонда под именом Фонд Милоша Зечевића, из кога су се две петине прихода давале ђацима крагујевачке Гимназије, а три петине ученицима Велике Школе.